# Mouloud Mammeri
Mouloud Mammeri (em cabila: Mulud At Mɛammar) foi um escritor berber, poeta, antropólogo e linguista. Nascido no dia 28 de Dezembro de 1917 em Tawrirt Mimun, Ait Yenni, na província de Tizi Ouzou, na Argélia; morreu em Fevereiro de 1989 perto de Aïn Defla num acidente rodoviário quando regressava de uma conferência em Oujda, em Marrocos.

## Biografia
Mouloud Mammeri frequentou uma escola primária na sua vila nativa. Em 1928 imigrou para Marrocos para viver na casa de um tio, em Rabat. Quatro anos mais tarde regressou a Argel e seguiu com os seus estudos no Colégio de Bugeaud. Mais tarde, estudou em França. Em 1939 cumpriu serviço militar e em Outubro de 1940 foi dispensado. Em 1940, inscreveu-se na Faculdade de Letras de Argel. Voltado a ser chamado para cumprir serviço militar em 1942 depois da invasão do norte de África pelos norte-americanos, ele participou nas campanhas aliadas na França, Itália e Alemanha.
Depois do cessar das hostilidades, recebeu uma graduação como professor de artes e regressou à Argélia em Setembro de 1947. Ele ensinou em Médéa e mais tarde em Ben Aknoun. Em 1952 publicou a sua primeira obra, O Monte Esquecido. Em 1957 foi forçado a sair da Argélia devido à Guerra Argelina. Pouco depois de a Argélia ganhar a sua independência, Mouloud regressou ao seu país em 1962. Entre 1965 e 1972 ensinou Berber na universidade, no departamento de etnologia. Ensinar Berber era, desde 1962, proibido pelo governo argelino. Ele ensinou voluntariamente alguns cursos de berber sob determinadas condições até 1973, quando cursos como etnologia e antropologia eram julgados como "ciências colonaisis". Entre 1969 e 1980 Mouloud dirigiu o Centro de Pesquisa Antropológica, Pré-histórica e Etnográfica em Argel. Ele também encabeçou a primeira união de escritores argelinos, depois de abandonar o grupo devido a divergências sobre o papel dos escritores na sociedade. Em 1969 Moutloud reuniu e publicou textos do poeta berber Si Mohand. Em 1980 a proibição de uma das suas conferências em Tizi Ouzou sobre poesia cabila provocou protestos que mais tarde seriam apelidados de "Primavera Berber".
Em 1982 ele fundou o Centro Amazigue de Estudos e Pesquisa e um jornal chamado Awal (A Palavra) em Paris, e organizou vários seminários sobre a língua e literatura amazigue na École des hautes études en sciences sociales. Em 1988, Mouloud recebeu um doutoramento honorário de Sorbonne.
Em 26 de Fevereiro de 1989 Mouloud morreu num acidente rodoviário quando regressava de uma conferência. No seu funeral compareceram mais de 200 mil pessoas. Neste funeral não compareceram figuras em representação do estado, dado que as pessoas que foram ao funeral aproveitaram para se manifestarem contra o governo.